# Asia Pacific Deaf Sports Confederation
L'Asia Pacific Deaf Sports Confederation (APDSC) è l'organizzazione che governa per delle attività sportive per le comunità sorde suddivisi in varie categorie di sport per l'Asia ed il Pacifico.